# Dunes City
Dunes City az Amerikai Egyesült Államok északnyugati részén, Oregon állam Lane megyéjében helyezkedik el. A 2010. évi népszámláláskor 1303 lakosa volt. A város területe 8,99 km², melyből 1,99 km² vízi.

## Népesség

### 2010
A 2010-es népszámláláskor a városnak 1 303 lakója, 609 háztartása és 407 családja volt. A népsűrűség 186,3 fő/km². A lakóegységek száma 845, sűrűségük 120,8 db/km². A lakosok 95,4%-a fehér, 0,2%-a afroamerikai, 0,7%-a indián, 0,7%-a ázsiai, 0,1%-a a csendes-óceáni szigetekről származik, 0,4%-a egyéb-, 2,5% pedig kettő vagy több etnikumú. A spanyol vagy latino származásúak aránya 1,7% (0,9% mexikói, 0,2% Puerto Ricó-i, 0,6% pedig egyéb spanyol/latino származású).
A háztartások 16,3%-ában élt 18 évnél fiatalabb. 58,1% házas, 5,4% egyedülálló nő, 3,3% pedig egyedülálló férfi; 33,2% pedig nem család. 25,1% egyedül élt; 15,6%-uk 65 éves vagy idősebb. Egy háztartásban átlagosan 2,14 személy élt; a családok átlagmérete 2,61 fő.
A medián életkor 59,4 év volt. A város lakóinak 13,4%-a 18 évesnél fiatalabb, 3,2% 18 és 24 év közötti, 10,9%-uk 25 és 44 év közötti, 37%-uk 45 és 64 év közötti, 35,5%-uk pedig 65 éves vagy idősebb. A lakosok 50,5%-a férfi, 49,5%-uk pedig nő.

### 2000
A 2000-es népszámláláskor a városnak 1 241 lakója, 558 háztartása és 414 családja volt. A népsűrűség 178,8 fő/km². A lakóegységek száma 705, sűrűségük 101,6 db/km². A lakosok 97,02%-a fehér, 0,08%-a afroamerikai, 1,37%-a indián, 0,48%-a ázsiai, 0,08%-a a Csendes-óceáni szigetekről származik, 0,08%-a egyéb-, 0,89% pedig kettő vagy több etnikumú. A spanyol vagy latino származásúak aránya 1,21% (0,8% mexikói, 0,4% pedig egyéb spanyol/latino származású).
A háztartások 18,3%-ában élt 18 évnél fiatalabb. 67,6% házas, 5,2% egyedülálló nő; 25,8% pedig nem család. 21,1% egyedül élt; 10%-uk 65 éves vagy idősebb. Egy háztartásban átlagosan 2,22 személy élt; a családok átlagmérete 2,55 fő.
A város lakóinak 16,8%-a 18 évnél fiatalabb, 2,6%-a 18 és 24 év közötti, 16,1%-a 25 és 44 év közötti, 37,1%-a 45 és 64 év közötti, 27,3%-a pedig 65 éves vagy idősebb. A medián életkor 53 év volt. Minden 18 évnél idősebb 100 nőre 97 férfi jut; a 18 évnél idősebb nőknél ez az arány 91,5.
A háztartások medián bevétele 39 100 amerikai dollár, ez az érték családoknál $47 574. A férfiak medián keresete $34 167, míg a nőké $25 417. A város egy főre jutó bevétele (PCI) $27 048. A családok 8,5%-a, a teljes népesség 10,6%-a élt létminimum alatt; a 18 év alattiaknál ez a szám 17,5%, a 65 évnél idősebbeknél pedig 7,6%.